# Bahnhof Bonn-Bad Godesberg
Der Bahnhof Bonn-Bad Godesberg ist ein Bahnhof an der linken Rheinstrecke im Stadtbezirk Bad Godesberg der Bundesstadt Bonn.

## Geschichte

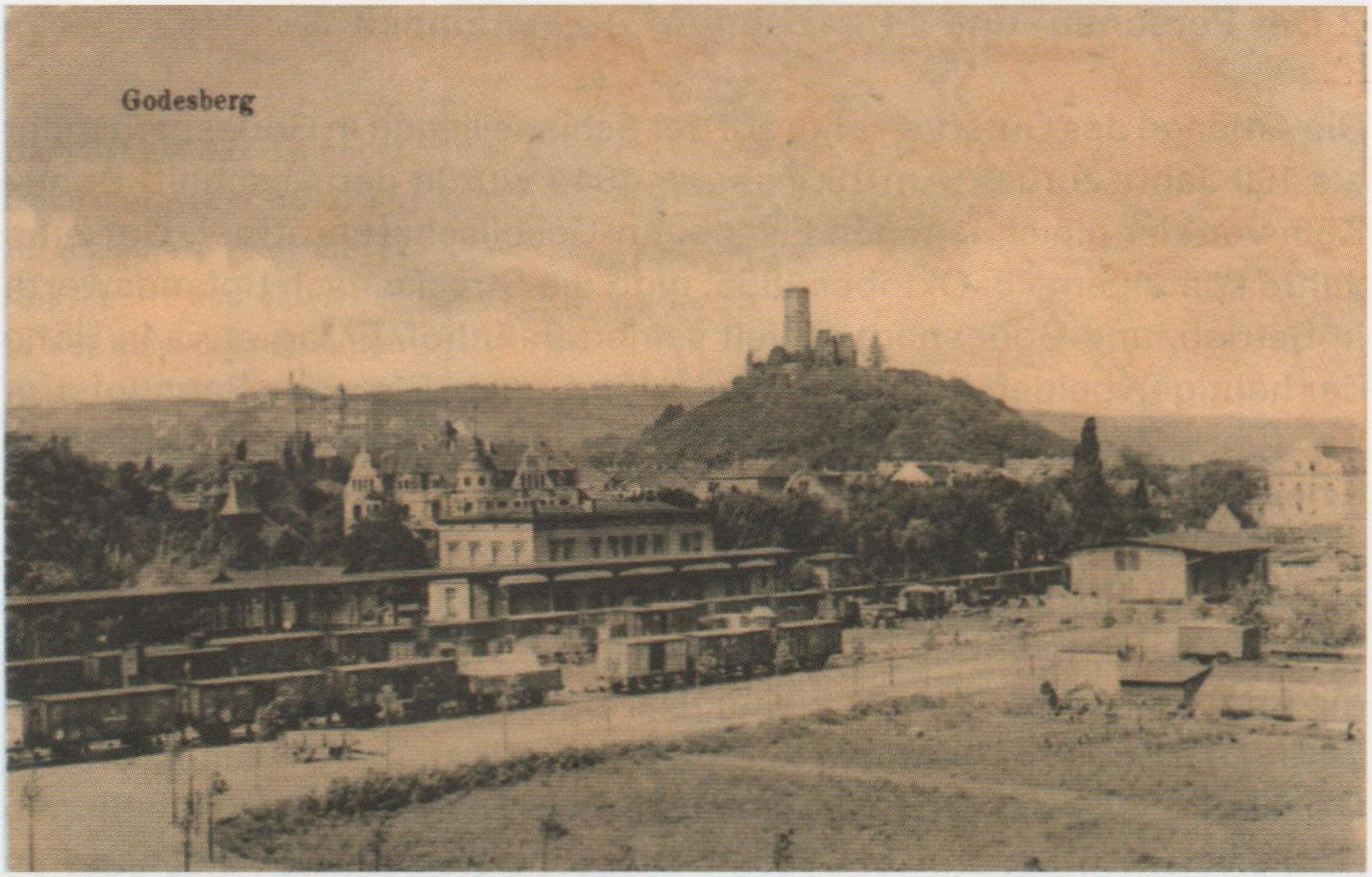
Erster Bahnhof von Godesberg

Eingeweiht wurde er als Bahnhof Godesberg am 15. Oktober 1855 im Zuge der Verlängerung der Rheinstrecke von Bonn nach Rolandseck als Bahnhof des Ortes Godesberg. Wesentlichen Anteil daran, dass Godesberg überhaupt einen Bahnhof erhielt, der sich damals auf freiem Feld befand, soll die Tatsache gehabt haben, dass sich in Godesberg die Sommerhäuser zahlreicher Aktionäre der Bonn-Cölner Eisenbahn-Gesellschaft und des Präsidenten der Rheinischen Eisenbahn-Gesellschaft befanden. Die Aktionäre hatten jahrelang in der Bahnhofsgaststätte ihren Stammtisch und bestanden darauf, dass in Godesberg fast alle Züge hielten.
Ab der Jahrhundertwende wuchs Godesberg stark und etablierte sich als Kurort und Alterssitz preußischer Pensionäre, womit auch die Bedeutung des Bahnhofs wuchs. Das alte klassizistische Empfangsgebäude wurde zu klein und daher 1908 durch das bis heute bestehende und auch im Inneren weitgehend erhaltene Jugendstil-Gebäude ersetzt, das etwas südlich des alten Bahnhofs liegt; seine Inbetriebnahme erfolgte am 30. April 1908. Gleichzeitig wurde die Trasse der Bahnstrecke um etwa einen Meter angehoben und die Unterführungen Friedrichallee, Rheinallee und Bürgerstraße geschaffen. Als Godesberg 1925 den Titel „Bad“ zugesprochen bekam, wurde auch der Name des Bahnhofs zu Bad Godesberg geändert. Nachdem die Stadt 1969 nach Bonn eingemeindet worden war, wurde der Bahnhof zum Sommerfahrplan 1971 nochmals umbenannt und erhielt seinen heutigen Namen Bonn-Bad Godesberg. In der Folge nahm die Bedeutung des Bahnhofs für den Fernverkehr ab, Mitte der 1980er-Jahre hielt letztmals ein Schnellzug planmäßig in Bonn-Bad Godesberg. Anfang der 1990er-Jahre erhielt der Bahnhof nochmals Bedeutung für den Fernverkehr, als zunächst einzelne InterCityNight- und später InterCityExpress-Züge der Linie Bonn–Berlin in Bad Godesberg starteten. Ein Beispiel war der ICE 559 von Bonn-Bad Godesberg nach Berlin-Gesundbrunnen (2018).
Nach vorbereitenden Arbeiten im Dezember 2014 wurde der Bahnhof von April 2015 bis Anfang 2022 modernisiert und saniert. Die Maßnahme, deren Beginn und Ausführung sich mehrfach verzögerte, umfasste die Kompletterneuerung der Personenunterführung, den Einbau von drei Aufzügen sowie die Renovierung des Empfangsgebäudes und beanspruchte etwa 14 Millionen Euro. Im Zuge der Bauarbeiten wurde jeweils an Stelle der neu eingebauten Aufzüge (in Betrieb seit Februar 2019) ein Teil der Bahnsteigüberdachung abgebrochen.

## Aufbau
Der Bad Godesberger Bahnhof ist ein viergleisiger Durchgangsbahnhof, der über keinen Hausbahnsteig verfügt. Stattdessen ist zwischen den beiden Durchgangs- und Überholgleisen jeweils ein Inselbahnsteig angeordnet. Die Bahnsteige haben die in Deutschland unübliche, aber an der linken Rheinstrecke mehrmals auftretende Nummerierung 1/4 (Richtung Koblenz) und 2/3 (Richtung Bonn). Das Stellwerk, ein Relaisstellwerk des Herstellers Siemens mit H/V-Lichtsignalen, steht am Südkopf des Bahnhofes. Zum Stellwerksbereich gehören ebenfalls die Bahnhöfe Bad Godesberg Nord (ehemals Güterbahnhof), Bonn-Mehlem und Bonn Neuer Weg. Wegen der erforderlichen eindeutigen Zuordnung tragen die Bahnsteiggleise in Bad Godesberg die Nummern 21 bis 24. Weichenverbindungen zwischen den durchgehenden Hauptgleisen gibt es im Bahnhof Bonn-Bad Godesberg nicht. Die nächsten liegen in den Nachbarbahnhöfen Bonn-Mehlem und Bad Godesberg Nord. Die Strecke ist zwar für den Gleiswechselbetrieb ausgerüstet, Fahrstraßen für Fahrten im Gegengleis bestehen jedoch nur über die Randgleise 23 und 24. Das Bahnhofsgebäude steht als Baudenkmal unter Denkmalschutz.
2024 war ein Elektronisches Stellwerk im Aufbau begriffen. Die voraussichtlich rund 55 Millionen Euro teure Anlage umfasst auch ein Stellwerk im Bahnhof Bonn-Mehlem.

## Betrieb
Auf Gleis 1 fahren die regulären Regionalzüge in Richtung Süden (Koblenz Hbf und weiter nach Mainz Hbf). Auf Gleis 2 fahren die Regionalzüge nach Norden (Bonn Hbf und weiter nach Köln). Die Gleise 3 und 4 werden nur als Abstellgleise sowie als Überholgleise genutzt.

## Heutige Situation
Seit 1994 befindet sich unter dem Bahnhof die Haltestelle Bad Godesberg Bahnhof der Bonner Stadtbahn.
Heute ist der Bahnhof Regional-Express- und Regionalbahn-Halt und wird von insgesamt vier Linien im Stundentakt bedient, so dass sich von und nach Bonn Hauptbahnhof ein angenäherter 15-Minuten-Takt ergibt. Der Bahnhof verfügt nach wie vor über ein besetztes Reisezentrum der Deutschen Bahn und einige kleine Läden, die wegen Umbauarbeiten temporär in Container auf dem ehemaligen Nordwestparkplatz verlegt sind. 2008 hat die im Bahnhofsgebäude befindliche ehemalige Klangstation den Betrieb als Musikveranstaltungsstätte (ohne Gastronomie) wieder aufgenommen.

### Bahnhofsvorplatz

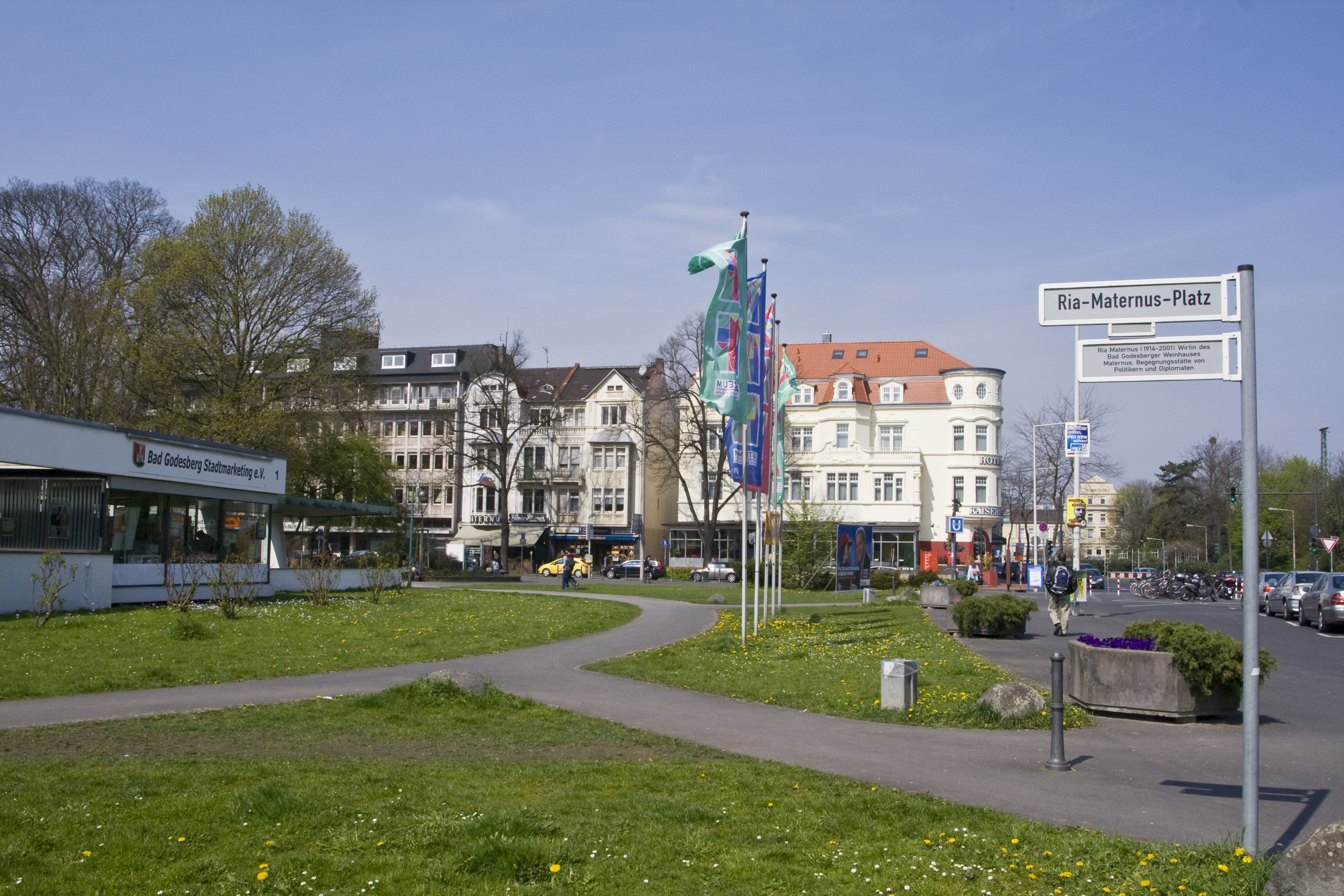
Ria-Maternus-Platz in Bad Godesberg (2012)

Im Zuge einer umfänglichen Neugestaltung wurde der ehemalige Straßenabschnitt Moltkestraße 2003 vor dem Bahnhofsgebäude einseitig abgesperrt, Taxi-Stände eingerichtet und das ganze Areal einschließlich Touristeninformation und Grünflächen in Ria-Maternus-Platz umbenannt. Nach einer ersten Machbarkeitsstudie (2004) und anschließender Ausschreibung bewarben sich insgesamt 53 Architekturbüros für das Projekt „Initiative Ria-Maternus-Platz nehmen“ innerhalb des Landeswettbewerbs Stadt macht Platz – NRW macht Plätze. Seit der Prämierung der vier besten Vorschläge im Juni 2005 kam es jedoch über viele Jahre zu keiner weiteren konkreten Umsetzung der eingereichten Modelle. Von Mai 2019 bis Juli 2020 wurde der Ria-Maternus-Platz schließlich umfassend umgestaltet und dabei der Bahnhofsvorplatz einheitlich mit Betonsteinpflaster ausgestattet.

### Bedienung
Der Bahnhof Bonn-Bad Godesberg wird momentan von vier Linien des Nahverkehrs in Nordrhein-Westfalen bedient:
| Linie      | Zuglauf | Takt                                                                                     | Betreiber             |
| ---------- | --- | ---------------------------------------------------------------------------------------- | --------------------- |
| RE 5 (RRX) | Rhein-Express: Wesel – Friedrichsfeld (Niederrhein) (zweistdl.) – Voerde (Niederrhein) – Dinslaken – Oberhausen-Holten (zweistdl.) – Oberhausen-Sterkrade – Oberhausen Hbf – Duisburg Hbf – Düsseldorf Flughafen – Düsseldorf Hbf – Düsseldorf-Benrath – Leverkusen Mitte – Köln-Mülheim – Köln Messe/Deutz – Köln Hbf – Köln Süd – Brühl – Bonn Hbf – Bonn UN Campus – Bonn-Bad Godesberg – Oberwinter – Remagen – Sinzig (Rhein) – Bad Breisig – Andernach – Koblenz Stadtmitte – Koblenz Hbf Stand: Fahrplanwechsel Dezember 2023 | 60 min                                                                                   | NationalExpress       |
| RB 26      | MittelrheinBahn: (Köln/Bonn Flughafen –) (nur im Nachtverkehr) Köln Messe/Deutz – Köln Hbf – Köln West – Köln Süd – Hürth-Kalscheuren – Brühl – Sechtem – Roisdorf – Bonn Hbf – Bonn UN Campus – Bonn-Bad Godesberg – Bonn-Mehlem – Rolandseck – Oberwinter – Remagen – Sinzig (Rhein) – Bad Breisig – Brohl – Namedy – Andernach – Weißenthurm – Mülheim-Kärlich – Koblenz-Lützel – Koblenz Stadtmitte – Koblenz Hbf – Rhens – Spay – Boppard Hbf – Boppard-Bad Salzig – Boppard-Hirzenach – Sankt Goar – Oberwesel – Bacharach – Niederheimbach – Trechtingshausen – Bingen (Rhein) Hbf – Bingen (Rhein) Stadt – Bingen-Gaulsheim – Gau Algesheim – Ingelheim – Heidesheim (Rheinhessen) – Uhlerborn – Budenheim – Mainz-Mombach – Mainz Hbf Stand: Fahrplanwechsel Dezember 2021 | 60 min                                                                                   | Trans Regio           |
| RB 30      | Rhein-Ahr-Bahn: Bonn Hbf – Bonn UN Campus – Bonn-Bad Godesberg – Bonn-Mehlem – Oberwinter – Remagen – Bad Bodendorf – Heimersheim – Bad Neuenahr – Ahrweiler – Ahrweiler Markt – Walporzheim (– Dernau – Rech – Mayschoß – Altenahr – Kreuzberg (Ahr) – Ahrbrück) bis Ende 2025 wegen Hochwasserschäden nur bis Walporzheim, der weitere Streckenverlauf bis Ahrbrück ist seit Juli 2021 nicht mehr befahrbar Stand: Fahrplanwechsel Dezember 2021 | 60 min                                                                                   | DB Regio              |
| RB 48      | Rhein-Wupper-Bahn: Wuppertal-Oberbarmen – Wuppertal-Barmen – Wuppertal Hbf – Wuppertal-Vohwinkel – Haan-Gruiten – Haan – Solingen Hbf – Leichlingen – Opladen – Leverkusen-Manfort – Köln-Mülheim – Köln Messe/Deutz – Köln Hbf – Köln West – Köln Süd – Hürth-Kalscheuren – Brühl – Sechtem – Roisdorf – Bonn Hbf – Bonn UN Campus – Bonn-Bad Godesberg – Bonn-Mehlem Stand: Fahrplanwechsel Dezember 2021 | 30 min (W-Oberbarmen–Köln) 30 (HVZ)/60 min (Köln–Bonn Hbf) 60 min (Bonn Hbf–Bonn-Mehlem) | National Express Rail |

Darüber hinaus bedienen drei Linien der Stadtbahn Bonn den U-Bahnhof im Untergeschoss:
| Linie | Verlauf | Takt                                 |
| ----- | --- | ------------------------------------ |
| 16    | Niehl – Amsterdamer Straße/Gürtel – U Reichenspergerplatz – U Ebertplatz – U Breslauer Platz/Hbf – U Dom/Hbf – U Appellhofplatz (Breite Straße) – U Neumarkt – Barbarossaplatz – Chlodwigplatz – Ubierring – Marienburg – Rodenkirchen – Sürth – Godorf – Wesseling Nord – Wesseling – Wesseling Süd – Urfeld – Widdig – Uedorf – Hersel – Tannenbusch Mitte – Tannenbusch Süd – Propsthof Nord – Bonn West – U Bonn Hbf – U Universität/Markt – U Juridicum – U Bundesrechnungshof/Auswärtiges Amt – U Museum Koenig – U Heussallee/Museumsmeile – Ollenhauerstraße – Olof-Palme-Allee – Max-Löbner-Straße/Friesdorf – Hochkreuz/Deutsches Museum Bonn – U Wurzerstraße – U Plittersdorfer Straße – U Bonn-Bad Godesberg Bf – U Bad Godesberg Stadthalle | 10 min                               |
| 63    | Tannenbusch Mitte – Tannenbusch Süd – Propsthof Nord – Bonn West – Bonn Hbf – Universität/Markt – Juridicum – Bundesrechnungshof/Auswärtiges Amt – Museum Koenig – Heussallee/Museumsmeile – Ollenhauerstraße – Olof-Palme-Allee – Max-Löbner-Straße/Friesdorf – Hochkreuz/Deutsches Museum Bonn – Wurzerstraße – Plittersdorfer Straße – Bad Godesberg Bf – Bad Godesberg Stadthalle | 10 min                               |
| 67    | U Siegburg/Bonn Bf – Sankt Augustin-Mülldorf – Sankt Augustin Zentrum/Hochschule Bonn-Rhein-Sieg – Sankt Augustin Kloster – Sankt Augustin Ort – Hangelar Ost – Hangelar Mitte – Hangelar West – Vilich-Müldorf – Vilich – Adelheidisstraße – Konrad-Adenauer-Platz – Bertha-von-Suttner-Platz/Beethovenhaus – Stadthaus – U Bonn Hbf – U Universität/Markt – U Juridicum – U Bundesrechnungshof/Auswärtiges Amt – U Museum Koenig – U Heussallee/Museumsmeile – Ollenhauerstraße – Olof-Palme-Allee – Max-Löbner-Straße/Friesdorf – Hochkreuz/Deutsches Museum Bonn – U Wurzerstraße – U Plittersdorfer Straße – U Bad Godesberg Bf – U Bad Godesberg Stadthalle                                                                                         | zwei Fahrten (morgens an Schultagen) |